# Antezant-la-Chapelle
 Antezant-la-Chapelle  es una población y comuna francesa, en la región de Poitou-Charentes, departamento de Charente Marítimo, en el distrito de Saint-Jean-d'Angély y cantón de Saint-Jean-d'Angély.

## Demografía
| 432 | 383 | 333 | 352 | 353 | 339 |
| Para los censos de 1962 a 1999 la población legal corresponde a la población sin duplicidades (Fuente: INSEE [Consultar]) |     |     |     |     |     |